# 山路和希
山路 和希（やまじ かずき、1990年2月12日 - ）は、日本のラグビーユニオン選手。

## プロフィール
三重県四日市市出身。ポジションはフランカー(FL)。身長180cm、体重95kgニックネームはじーやま。U20日本代表スコッドに選ばれたことがある。

## 来歴
高校1年生のときにラグビーを始め、2008年に四日市農芸高校卒業後、天理大学に入る。
2012年、天理大学卒業後、ヤマハ発動機ジュビロに加入。同年9月15日に行われたジャパンラグビートップリーグ第3節のNTTコミュニケーションズシャイニングアークス戦に途中出場で公式戦初出場。2019年、ヤマハ発動機ジュビロを退団する。